# Bormujos
Bormujos es un municipio español de la provincia de Sevilla, Andalucía. Se encuentra a unos 7 km de la capital de la provincia y tiene 12,27 km². Cuenta con una población de 22 970 habitantes (INE 2024).

## Localización
| Espartinas               | Gines                | Castilleja de la Cuesta |
| Bollullos de la Mitación |                      | Tomares                 |
|                          | Mairena del Aljarafe |                         |

## Toponimia
Los autores no se ponen todavía de acuerdo sobre el origen del nombre del pueblo. Según García de Diego, dicho nombre puede provenir del latín "Mormolium" (manania). Pero también es igualmente probable que provenga del nombre dado a una alquería musulmana, "Boromuj". De esta época quedan aún vestigios como los hallados en la hacienda de Valencinilla del Hoyo. La primera referencia a la alquería de Bormujos la proporciona la documentación medieval cristiana, en 1253, mediante las voces Mormuios y Mormoios, defendiendo Antequera Luengo su raíz arábiga: Borg-muzn o Borg-muhur. En este sentido, el topónimo no ha tenido asiento sino hasta tiempos modernos, con variantes, de manera que aún a fines del XVIII la localidad era conocida, también, como Mormujos, pervivencia bajomedieval. Solo en el espacio de dos años (1787-1788) aparecen tres variantes: Mormujos, Borbujos y una mezcla de ambas, Bormujos, que prosperó como producto de la disimilación de nasales.

## Historia
El valle del Guadalquivir fue conquistado por Fernando III en el siglo XIII. En el repartimento firmado por su hijo, Alfonso X, aparece esta villa con el nombre de Mormojos o Mormujos. Fue concedida el 15 de septiembre de 1253, junto con las alquerías de Mairena, Paterna, Alcaudín, Malharomata y Albarat, a "doscientos cavalleros fisjosdalgo", aparte de otra serie de privilegios y propiedades, por el buen servicio que prestaron en la Reconquista.
Así rezan las concesiones:

Dióles Mormojos, que es término de Aznalfarache, en que ha treinta mill pies de olivar e de figueral e por medida de tierra seiscientas sesenta arançadas [...] e doles en quenta deste heredamiento Mayrena, e Paterna Talaudín e Machar Lomar e Albalat, con sus casas e con sus molinos, e con todo el heredamiento que y ha, con todas sus entradas e con todas sus salidas, e con todas sus pertenencias e con todos sus términos, assi como lo determinaron e amojonaron por mi mandado estas alcarías

Poco después, la villa pasó a depender del Ayuntamiento de Sevilla hasta finales del siglo XVII o principios del XVIII. En ese momento pasó a manos de los condes de Olivares (de la casa Guzmán). Esto duraría hasta la abolición de los señoríos a comienzos del siglo XIX. Desde entonces se constituyó como un municipio independiente.
En 1999 se inauguró en la localidad el primer campus universitario privado de Andalucía. Fue diseñado como una filial de la universidad madrileña CEU San Pablo.

## Geografía humana

### Demografía
Cuenta con una población de 22 970 habitantes (INE 2024).
| Gráfica de evolución demográfica de Bormujos entre 1842 y 2021                                                        |
| |
| Población de derecho según los censos de población del INE. Población de hecho según los censos de población del INE. |

A lo largo de los años 2000 la población se duplicó, pasando de los 8.223 en 1999 a 16.548 en 2007. El siguiente gráfico muestra la evolución en los últimos veinte años:

### Economía
Hay 46 ha de cultivos herbáceos, de las cuales 20 ha son de trigo y 2 ha de avena. En cultivos leñosos hay 447 ha, de las cuales 408 ha de olivar de aceituna de mesa. Al sur del núcleo urbano está el polígono industrial Almargen y al norte el polígono industrial Aceitunillo.

## Iglesia de la Encarnación

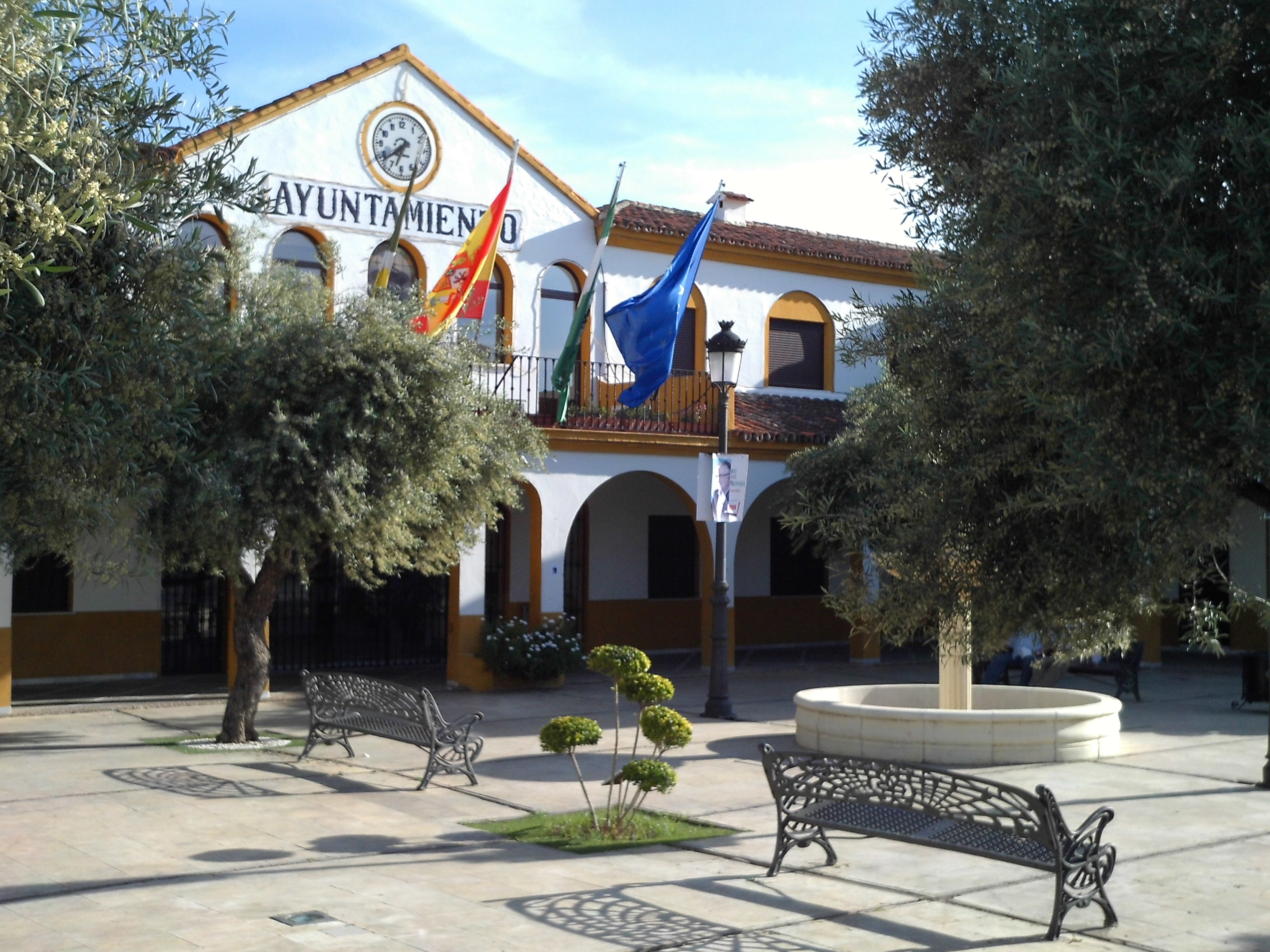
Ayuntamiento de Bormujos, en la plaza de Andalucía de la localidad.

Se trata de un edificio de la Baja Edad Media que fue reformado entre 1678 y 1681 por Antonio Rodríguez y Francisco Romero. La portada principal y la del lateral izquierdo fueron decoradas entre 1778 y 1779 y probablemente sean obra de Pedro de Silva.
Es un edificio de planta rectangular con tres naves. Las bóvedas de las naves están sostenidas por arcos de medio punto apoyados en columnas. La capilla bautismal se encuentra en la nave izquierda, junto a la entrada principal. Al final del templo, adosada a la nave derecha, hay un edificio de planta cuadrada adosado al mismo, que es la capilla del Sagrario.
El retablo mayor cuenta es de 1770. Está decorado con temas de rocalla y flanqueando su parte central hay dos columnas estriadas. En la parte central hay un gran camarín con un grupo escultórico de la Anunciación del ángel Gabriel la Virgen y sobre él hay otro camarín más pequeño con un crucificado del siglo XVIII.

### Hermandad de la Vera Cruz
Se tienen noticias de su fundación en 1634. En 1687 se fusionó con la hermandad sacramental de su parroquia. Posteriormente desapareció y fue refundada a principios de la década de 1990. También es titular la Virgen de los Dolores. Procesiona el Miércoles Santo.

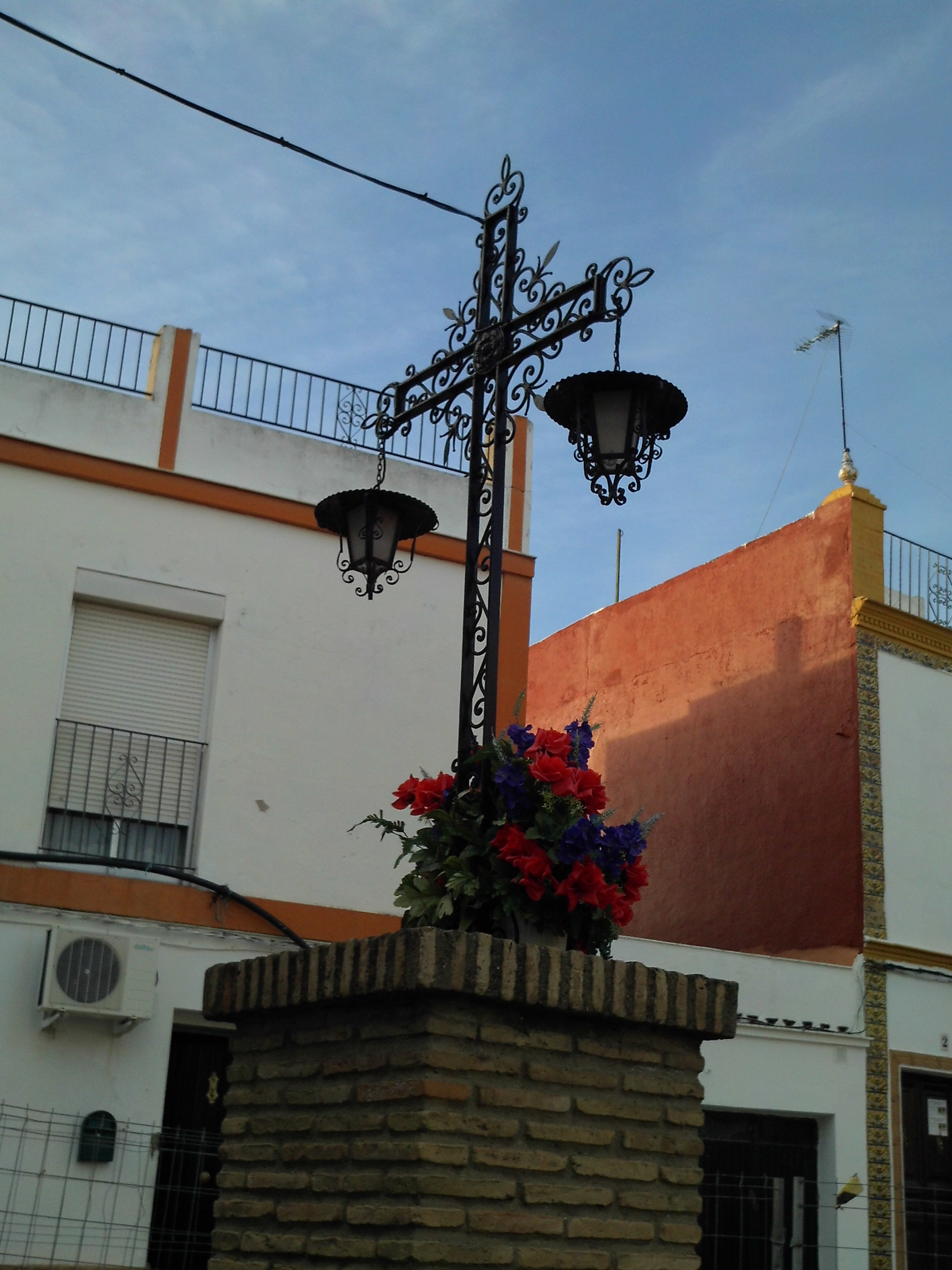
Cruz de forja con dos faroles en la plaza de la Cruz de la localidad.

## Monasterio de Santa María la Real
A las afueras existe un monasterio de dominicas construido en 1976. En su capilla alberga numerosas piezas antiguas de tres conventos fusionados: el de Santa María de Gracia, el de Santa María de los Reyes y el de Santa María la Real de Sevilla. Tiene un coro con decoración geométrica de mediados del siglo XVII. En la pared hay un sagrario de madera dorada de la segunda mitad del siglo XVI. A la izquierda hay una Virgen del Rosario del siglo XVIII y en el lado derecho hay un Crucificado a tamaño natural del siglo XVI. También alberga una imagen de Santo Domingo del siglo XVIII. También puede destacarse un lienzo de Santa Teresa del siglo XVII.
En la parte alta del monasterio hay un salón con diversas piezas de valor artístico, como un Juan Bautista de Juan de Mesa, una Piedad de Cristóbal Ramos, un San Miguel Arcángel de la segunda mitad del siglo XVIII y una pintura de la Inmaculada de la escuela madrileña de mediados del siglo XVIII.

## Haciendas
Al igual que en otros muchos pueblos, e incluso en las afueras de muchas ciudades, hay ejemplos de arquitectura rural andaluza. La Hacienda de Belén se encuentra donde pudo estar el origen del pueblo. Es un edificio de arquitectura rural andaluza que hoy tiene usos municipales. La Hacienda del Cristo de la Mata se encuentra a las afueras. Antiguamente ahí había una alquería musulmana. El actual caserío data del siglo XVII. Originalmente se le llamó Hacienda de la Mata del Almíjar. Existen otras tres haciendas, aunque en mal estado de conservación: la de la Peregrina, la de Marchalomar y la de Valencinilla del Hoyo.

## Personas destacadas
Juan Diego (actor).